# Olav Galle
Olav Galle, död 1531, var en norsk adelsman. Han var bror till Gaute Galle. 
Galle var borgherre på Tom i Borgsyssel. Han tillhörde från början troligen Knut Alvssons parti, tilltvingade sig länsherradömet på Akershus 1525, men berövades 1527 sitt slott och tvingades till underkastelse. Han förblev till sin död en av riksrådets främsta medlemmar.